# توماس غريفين (لاعب كرة قاعدة)
توماس غريفين (بالإنجليزية: Thomas Griffin)‏ هو لاعب كرة قاعدة أمريكي، ولد في 1857 في تيتوسفيل في الولايات المتحدة، وتوفي في 17 أبريل 1933 في روكفورد في الولايات المتحدة.

## وصلات خارجية
- توماس غريفين على موقعبيزبول رفرنس.كوم (الدوري الرئيسي) (الإنجليزية)